# Cultura de Azerbaiyán
La cultura de Azerbaiyán surge como el resultado de muchas influencias, desde la soviética, de los tiempos en que era una de las repúblicas de la Unión, hasta a sus raíces turcas. Hoy día las influencias occidentales se hacen sentir, incluyendo la cultura de consumo de la globalización. 
Azerbaiyán tiene un rico patrimonio cultural.  Tiene la distinción de ser el primer país en albergar artes escénicas como la ópera y el teatro entre los países donde los musulmanes son mayoría.
En cuanto a las personalidades, el jugador de ajedrez Garry Kasparov nació en Bakú, en tiempo de la República Socialista Soviética de Azerbaiyán siendo de lejos la personalidad más conocida de este país.
Azerbaiyán colabora con la Unesco en la conservación del patrimonio de la Ruta de la Seda, aunque muchos elementos del patrimonio armenio, y de otras poblaciones como los rusos, talysh y lezguinos han sido totalmente destruidos o reemplazados. Existe también una problemática con la vecina Georgia, debido al destino del complejo monástico de David Gareja, construcción que asegura Azerbaiyán es de origen albanés, causando incomodidad al Gobierno de Georgia y a la Iglesia Ortodoxa de Georgia.

## Religión
Azerbaiyán es un Estado laico de acuerdo con el artículo 7 de la Constitución de Azerbaiyán y garantiza la libertad de culto por el artículo 48 de la Constitución.
Tradicionalmente la religión mayoritaria en Azerbaiyán es el islam desde el siglo VII y el chiismo desde el siglo XVI. Cerca del 95% de la población es musulmana, de éstos el 85% son chiitas y el 15% suníes, haciendo de Azerbaiyán el segundo país con mayor proporción de chiitas, solo después de Irán. En la mayoría musulmana, las costumbres religiosas no son practicadas muy estrictamente, y la identidad musulmana tiende a basarse más en la etnia y en la cultura que en las prácticas religiosas. 
Existen comunidades cristianas (150 000) y judías (34 500). Entre los cristianos, la iglesia ortodoxa rusa y la georgiana junto con la iglesia apostólica armenia (sólo en Alto Karabaj) son las que cuentan con más seguidores. En 2010 había en el país 498 católicos. Otras denominaciones cristianas con presencia en el país incluyen a los luteranos, bautistas y los molokanos. También hay pequeñas comunidades de judíos, bahaíes, hare krishnas y testigos de Jehová. El zoroastrismo tuvo una larga historia en Azerbaiyán, evidente en lugares como el Templo de fuego de Bakú o ceremonias como el noruz, junto con el maniqueísmo.

## Idioma
El idioma oficial es el azerí, una lengua túrquica, hablada en el suroeste de Asia, principalmente en Azerbaiyán y en el Azerbaiyán iraní que es aproximadamente un cuarto de la población de Irán. El azerí es parte de las lenguas oguz y está estrechamente relacionado con el turco, el kashgai y el turcomano. El azerí se divide en dos variantes, el azerí norteño y el azerí sureño, además de contar con varios dialectos. El khalaj, el kashgai y el salchuq son considerados por algunos como idiomas independientes dentro del grupo de lenguas azeríes. Desde el siglo XVI  hasta el siglo XX, el azerí se usó como lingua franca en la mayor parte de Transcaucasia (excepto la costa del mar Negro), el sur de Daguestán, el este de Turquía y Azerbaiyán iraní.
Aunque el azerí es el idioma más hablado en el país y lo utiliza de una cuarta parte de la población en Irán, se hablan otros trece idiomas nativos. Algunos de estos son hablados en comunidades muy pequeñas, pero otros tienen importancia regional. El azerí es mutuamente inteligible con el turco y el gagauzo. La variante norteña del azerí se escribe con el alfabeto latino modificado, pero anteriormente fue escrito con el alfabeto persa (hasta 1929), con el alfabeto túrquico uniforme (1929–1939) y con el alfabeto cirílico (1939-1990). Los cambios en el alfabeto han sido moldeados en gran parte por fuerzas religiosas y políticas.
Sin embargo el ruso sigue teniendo una importante presencia, sobre todo en las ciudades. La mayor parte de la población urbana del país se expresa con fluidez tanto en azerí como en ruso.

## Música

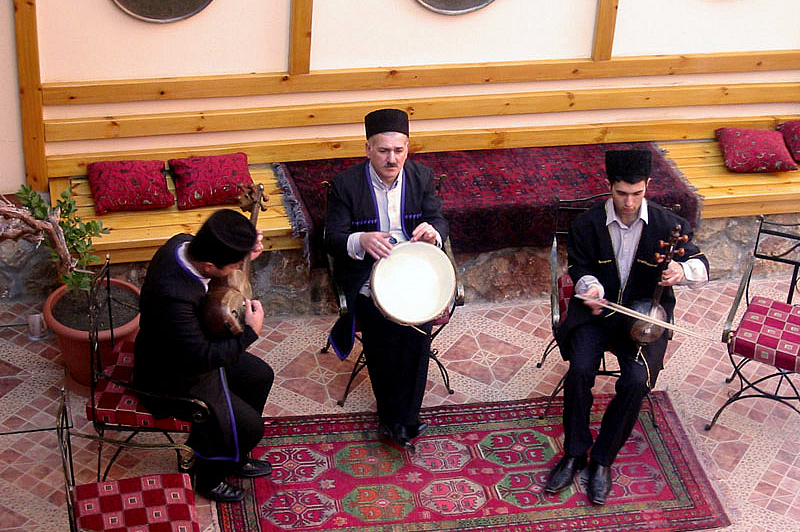
Cantantes de Mugham

Mugham, meykhana y arte ashiq son una de las muchas tradiciones musicales de Azerbaiyán.
Meykhana es un tipo de canción popular distintivo acompañado azerbaiyano tradicional, por lo general realizado por varias personas improvisando sobre un tema en particular.
Mugham suele ser una suite con la poesía y los interludios instrumentales; comparte algunas características artísticas con el maqam iraquí, el radif persa y el makam turco.
Ashiq combina poesía, narración de cuentos, la danza y la música vocal e instrumental en un arte escénico tradicional.
En 2003, el tradicional Mugham, un tipo de música que deja margen a la improvisación integrando elementos de origen popular, fue proclamado obra maestra del Patrimonio Oral e Inmaterial de la Humanidad por la UNESCO.

### Azerbaiyán en Eurovisión

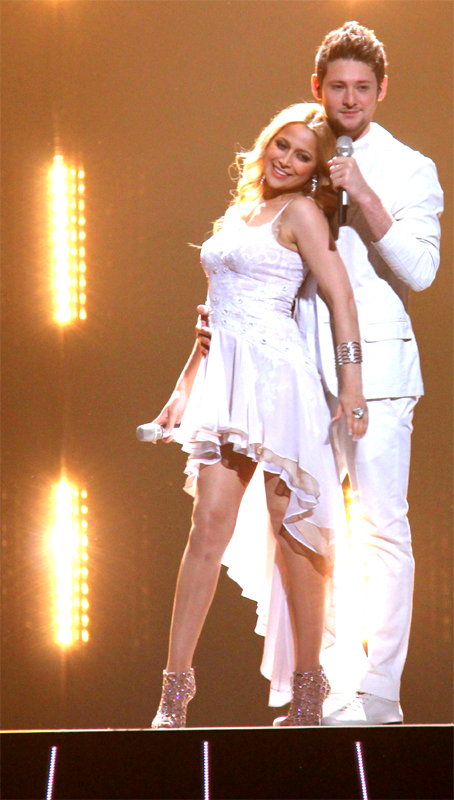
El dúo azerí Ell & Nikki, ganadores del Festival Eurovisión 2011.

Azerbaiyán hizo su primera aparición en Eurovisión en el año 2008 (Belgrado, Serbia). Elnur Hüseynov y Samir Javadzadeh fueron los encargados de representar al país, con el tema Day after day (Día tras día). Consiguió estar en la final, que se celebró el 24 de mayo de 2008. Quedaron en el octavo puesto.
En la segunda aparición de Azerbaiyán en Eurovision (año 2009, Moscú, Rusia) participaron Aysel y el conocido compositor y productos Arash, con el tema "Always" quienes consiguieron el tercer puesto. En el año 2010 Azerbaiyán fue representado por Safura con el tema "Drip drop" y quedó en quinta posición.
En la edición de 2011 obtienen su primer triunfo en la historia del festival gracias al dúo Ell & Nikki) con el tema "Running Scared", convirtiéndose en el primer país que gana con un dúo mixto. De este modo Bakú se convirtió en la sede del Festival de la Canción de Eurovisión 2012, construyendo para ello el estadio Baku Crystal Hall.
En el año 2012 Sabina Babayeba representó a Azerbaiyán con la canción "When the music dies", acabando en cuarta posición.
En la edición de 2013 fue representado por Farid Mammadov con el tema "Hold me", finalizando en segunda posición.
La música de Azerbaiyán combina música tradicional azerí con ritmos modernos, su música gusta mucho a la gente y de ese modo Azerbaiyán se ha convertido en uno de los mejores países en la historia del Festival de la Canción de Eurovisión

## Deportes
El deporte más practicado en Azerbaiyán es el ajedrez y su máximo exponente en el deporte es Gari Kaspárov. Otro deporte en que destacan es la lucha libre olímpica, donde diversos representantes de este país han ganado torneos continentales, mundiales y olímpicos.
Las participaciones de Azerbaiyán en los Juegos Olímpicos han sido cuatro y en ellas ha ganado un total de 16 medallas.
Por su parte la selección de fútbol de Azerbaiyán, creada en 1992, no ha participado en ningún campeonato mundial, tampoco en la Eurocopa ni en los Juegos Olímpicos.
Por otro lado en el mundo del Karate Do el mayor exponente de Azerbaiyán es Rafael Aghayev que desde 2002 ha sido campeón europeo. En 2008 en Tokio consiguió el campeonato mundial de la World Karate Federation, federación mundial de karate do, título que hoy en día sigue defendiendo.
- Liga Premier de Azerbaiyán

## Arquitectura

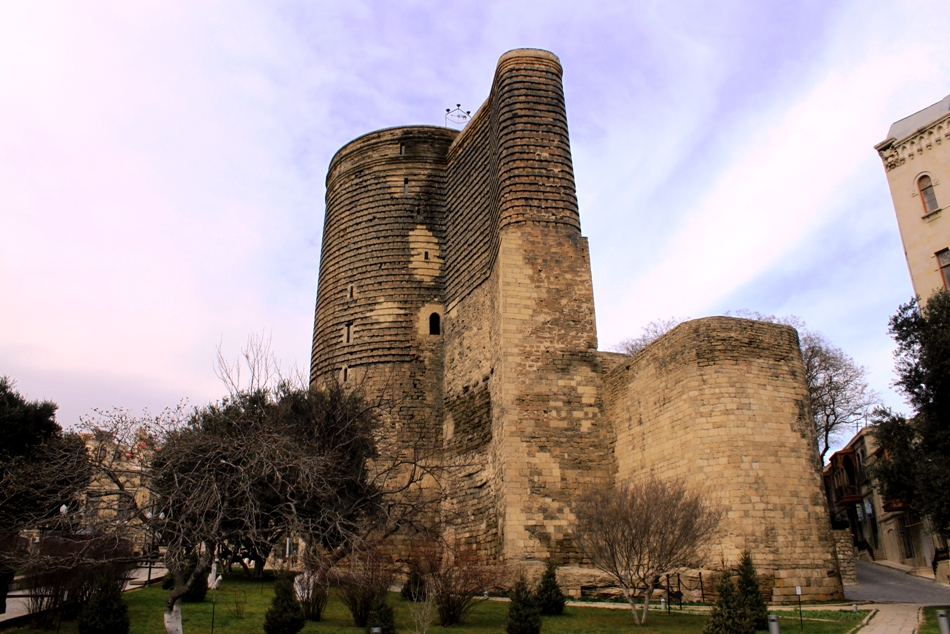
El torre de la Doncella, arquitecto Masud, el siglo XII

Los más antiguos edificios, conservados en Azerbaiyán son los templos en aldeas de los tsakhuros Kum y Lekiti. La arquitectura del período de temprana feudal en el territorio de Azebaiyán se caracteriza por las fortificaciones grandes. Entre los edificios del período islámico figuran las mezquitas del siglo VIII en Agsu y mezquita Djuma en Shemakha.
Después de la adquisición de Azerbaiyán a Rusia en el siglo XIX, la cultura de la construcción rusa influye a la arquitectura azerbaiyana. Por ejemplo, en Bakú, en la arquitectura las formas nacionales y motivos de la decoración se combinaron con los elementos del clasicismo ruso y eurooccidental. 
Entre los arquitectos, que contribuyeron a la creación de la imagen moderna de Bakú se puede destacar el constructor del edificio del Teatro de Ópera y Ballet Académico Estatal de Azerbaiyán, Nikoli Georgiyevich Baiev. En 1926 por su proyecto fue construido estación de Sabunchi. También entre los arquitectos de ese período hay Gabriel Ter-Mikelov, que construyó los edificios de la Filarmoniсa y Instituto Pedagógico actuales, Kasim bek Hadjibabekov, el constructor del edificio del museo de la literatura de Nizami Gandjevi, Ziver-bek Akhmedbekov, el arquitector de la Mezquita TezePir, etc.
En la decoración de los edificios de los arquitectos del período un poco posterior se observa la ocmbinación de los elementos tradicionales y románticos.

## Arte

Mugham es ilustrado en la poema “Khosrov I Shirin” de Nizami Gandjevi

En el territorio de Azerbiyán, en la época medieval los pintores se practicaron la caligrafía. La única ilustración del manuscrito del poema de Nizami Gandjevi “Iskendername” descirba la destrucción del templo de los adoradores del fuego. La ilustración de los libros continuó también en los siglos posteriores. 
Desde el siglo  XVII hasta el siglo XIX la mayoría de los pintores azerbaiyanos participaron en la pintura mural de las casas, palacios, baños, etc. Pintaron no sólo los motivos decorativos, tanto históricos – los retratos, escenaz de caza y las batallas. Por ejemplo, en Sheki hay Palacio de Khan fue pinturado por gran pintor Gambar.
En el siglo XIX, el arte, en comparación con literatura, se atrasó en su desarrollo.

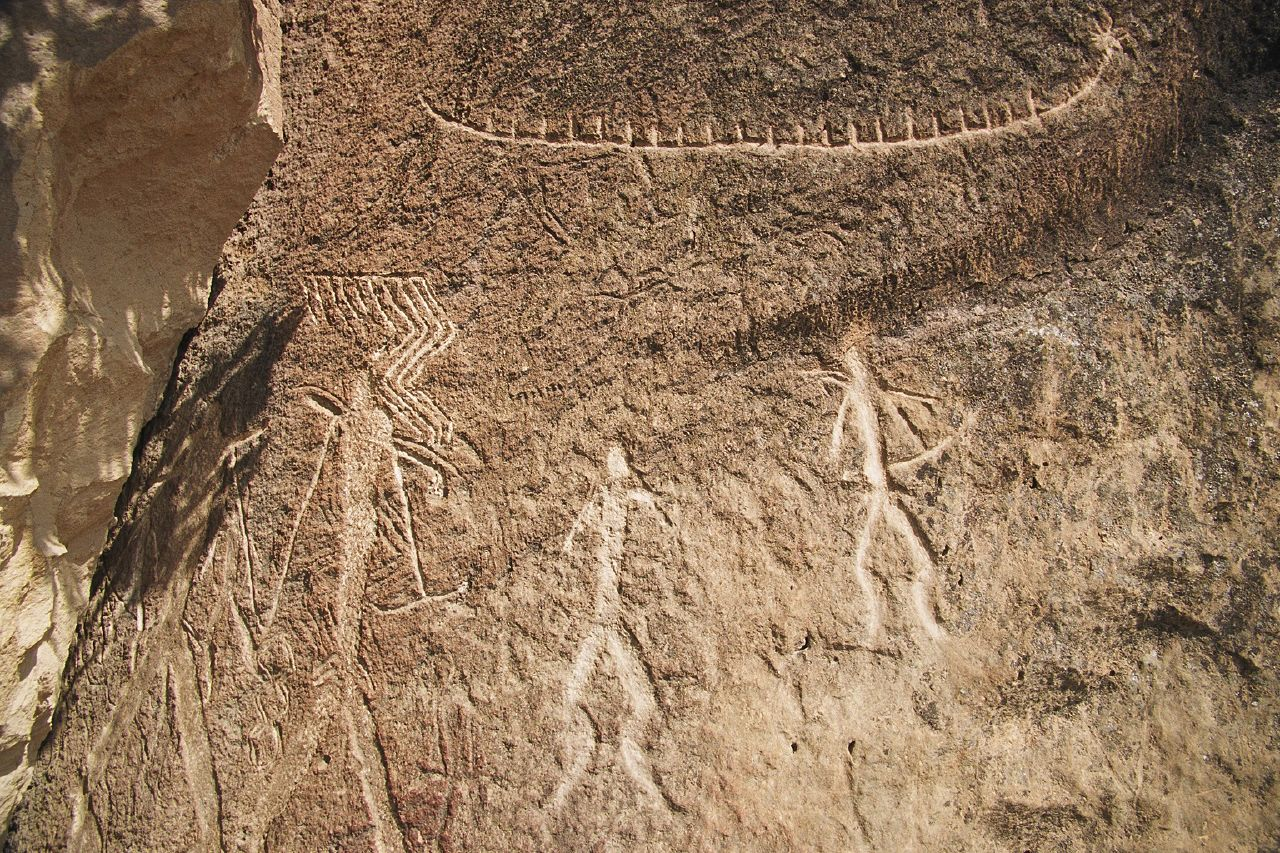
Las pinturas rupestres, Gobustan

Uno de los primeros pintores y fundador de la Escuela del Arte en Bakú fue Azim Azimzade. Tahir Salahov, Sattar Bakhlulzadeh, Mikail Abdullayev, Vidadi Narimanbekov, Rasim Babayev, Sanan Kurbanov, Togrul Narimanbekov son los más populares pintores de la segunda mitad del siglo XX. La ilustración de los libros tiene dos aspectos: uno es el uso como base las ilustraciones del manuscrito (como Kazim Kazimzadeh) u otro es el uso del estilo gráfico y colores blanco y negro (Maral Rakhmanzadeh).

## Escultura
En la Edad Media en el territorio azerbaiyano , en algunas aldeas se podía encontrar las estatuas de piedra de sus ancestros. Además, en todas partes de Azerbaiyán había las estatuas de piedra de las ovejas (el símbolo de riqueza) y  los caballos. La tumbas y paredes se decoraron con la rosca palpable. “Las piedras de Bail” en el museo del Palacio de Shirvanshahs fue diseñado por las escrituras árabes, figuras humanas y de los animales.
En la segunda mitad del siglo XIX se observa el renacimiento de la rosca en la piedra. En los años 20 del siglo XX en la escultura azerbaiyana se aparecieron las composiciones monumentales. El primer escultor profesional azerbaiyano es Zeinal Abdin bek Aliev, que fue emigrante desde 1920. El primer taller de escultura fue organizado por escultor Qorodecki. En 1923 escultora Tripolskaya levantó un monumento de los 26 comisarios de Bakú. En los años 30-50 del siglo XX el papel de escultura aumentó; como ejemplo se puede citar los monumentos de Mirza Fatali Akhundov (de Sabsai, 1930), Nizami Gandjevi (de Abdurrakhmanov, 1949), Nariman Narimanov (de Karyagjdi, 1972), Khurshudbanu Natavan (de Eldarov, 1949), Uzeir Hacibekov (de Mamedov. 1960), Kara Karaev (de Nadjafov, 2014), etc.
Desde 1970 los escultores construyeron sus obras del arte de madera, mármol y granito. La primera escultora  azerbaiyana fue Ziver Mamedova.

## Tapicería
Unф de las artes aplicadas más populares en Azerbaiyán es tapicería. La fabricación de alfombras es una tradición familiar azerbaiyana. La alfombra azerbaiyana es un textil tradicional hecho a mano de varias medidas, con textura densa y una pila o pila-menos superficie, cuyos patrones son característica de Azerbaiyán muchas regiones que hacen alfombra. Las alfombras de Azerbaiyán están clasificadas debajo cuatro grupos regionales grandes, i.e. Quba-Shirvan, Ganja-Kazakh, Karabakh, y Bakú. En noviembre de 2010 la alfombra de Azerbaiyán estuvo declarado una Obra Maestra del Patrimonio Oral e Inmaterial de la Humanidad por la UNESCO.

Las аlfombras Azerbaiyanas
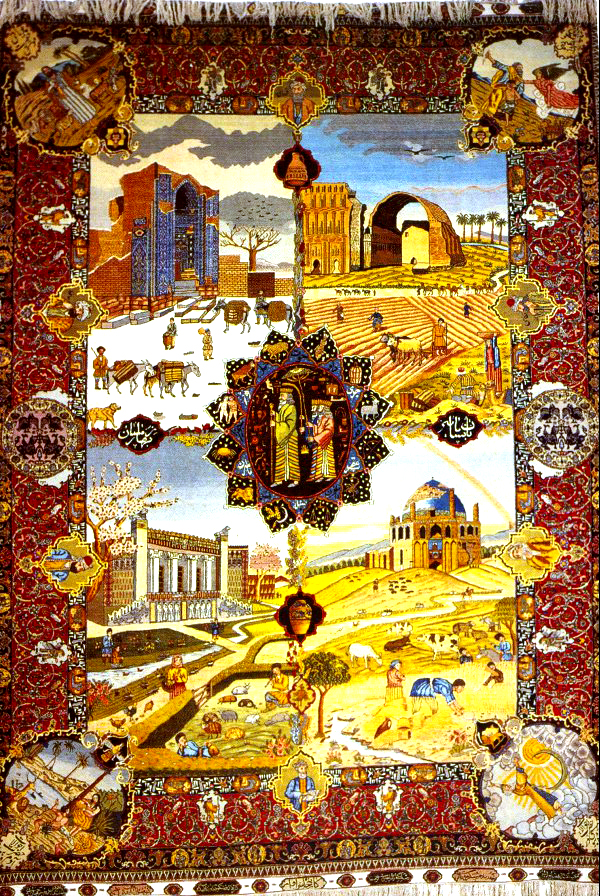
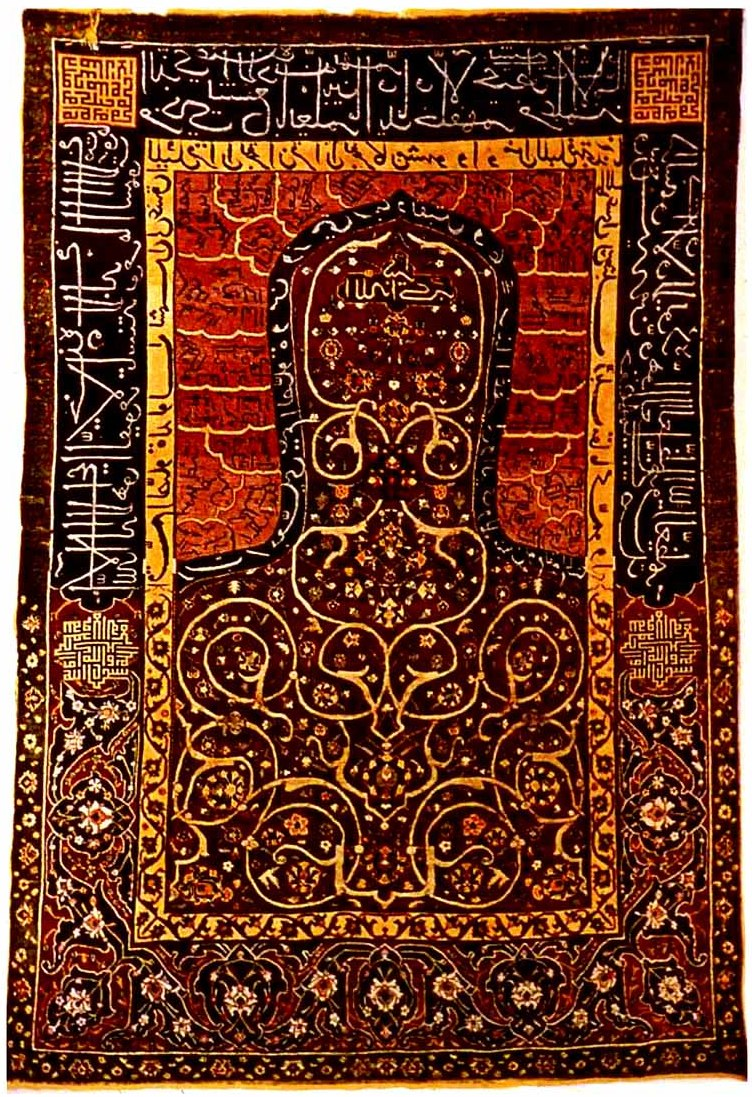
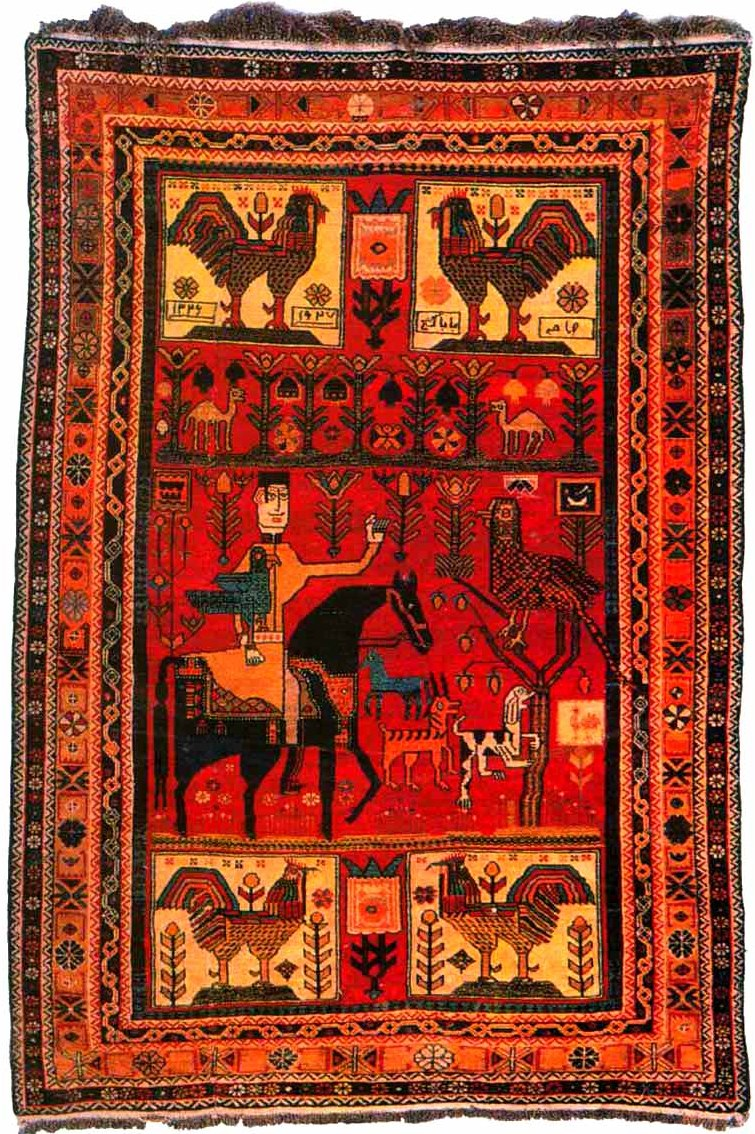
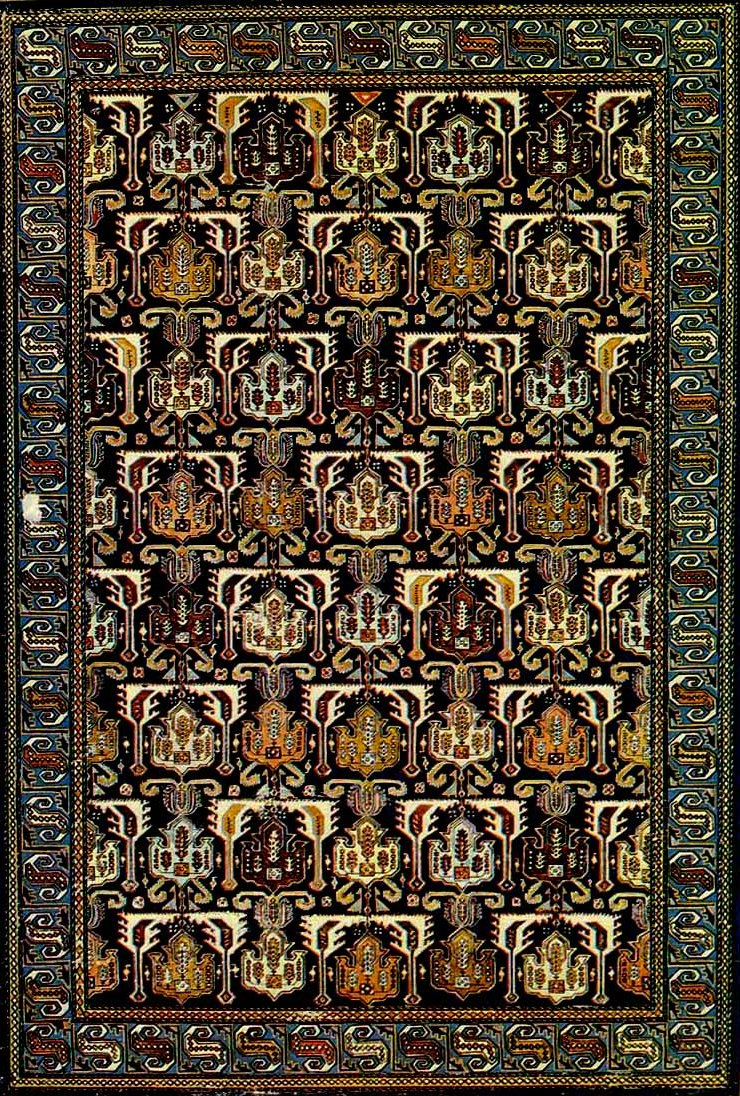
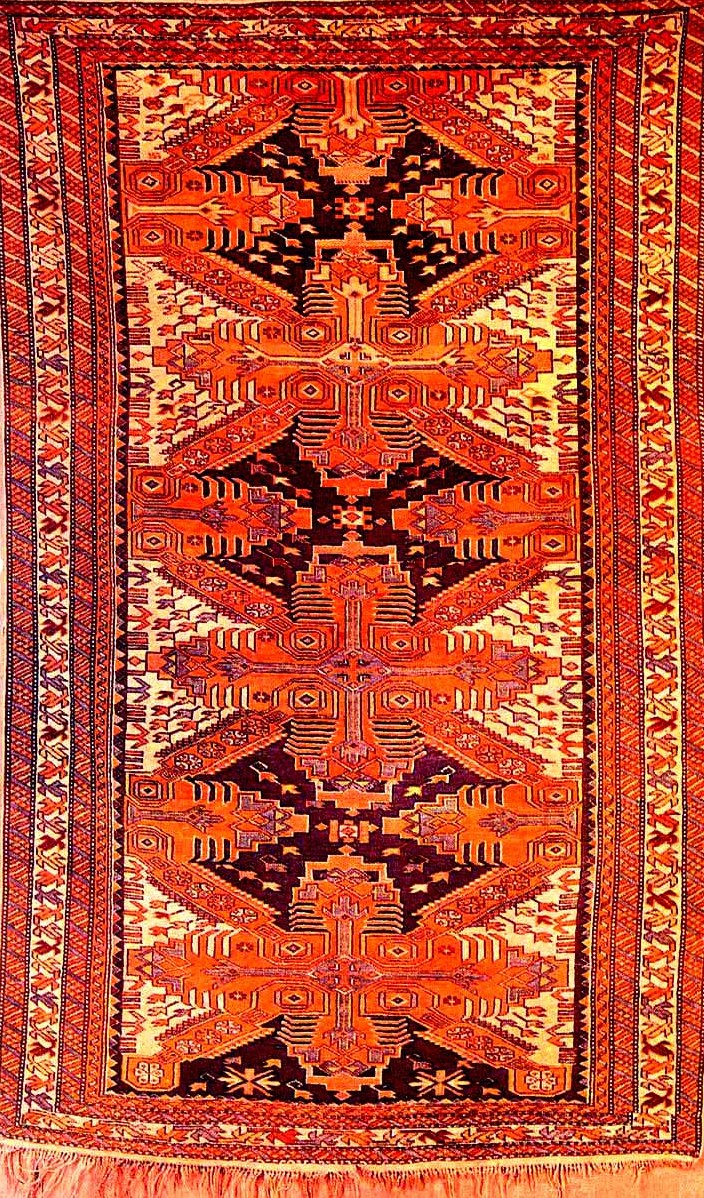
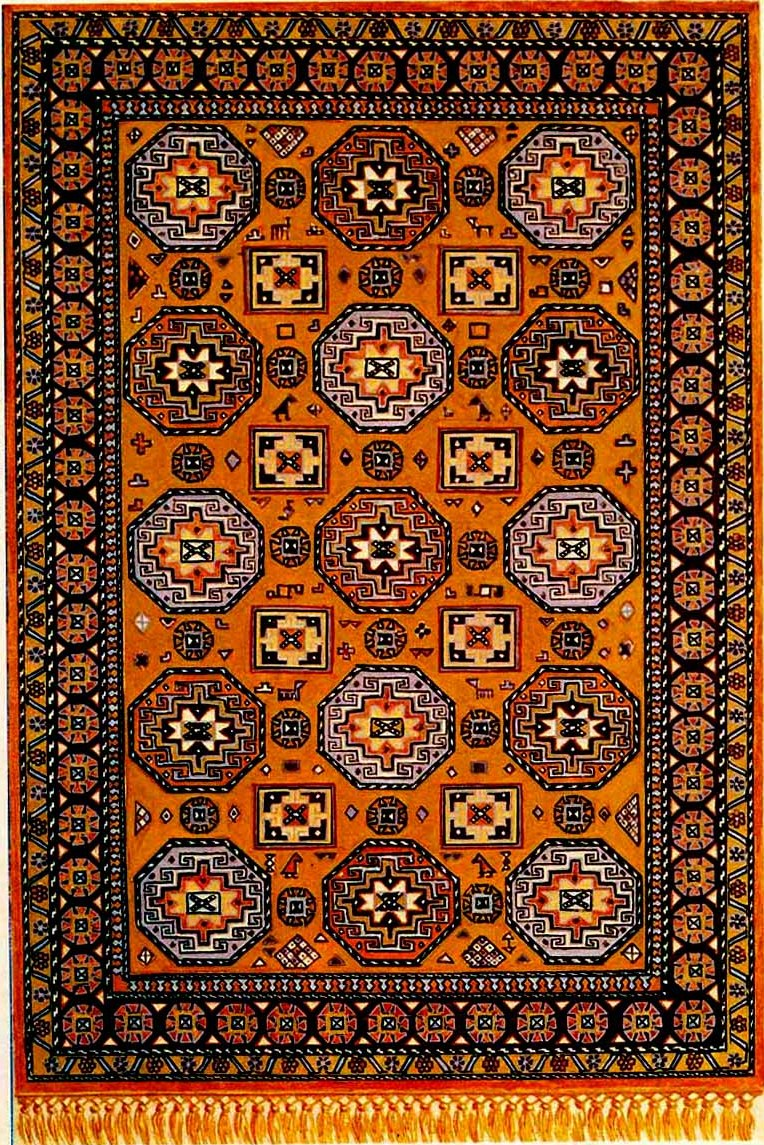
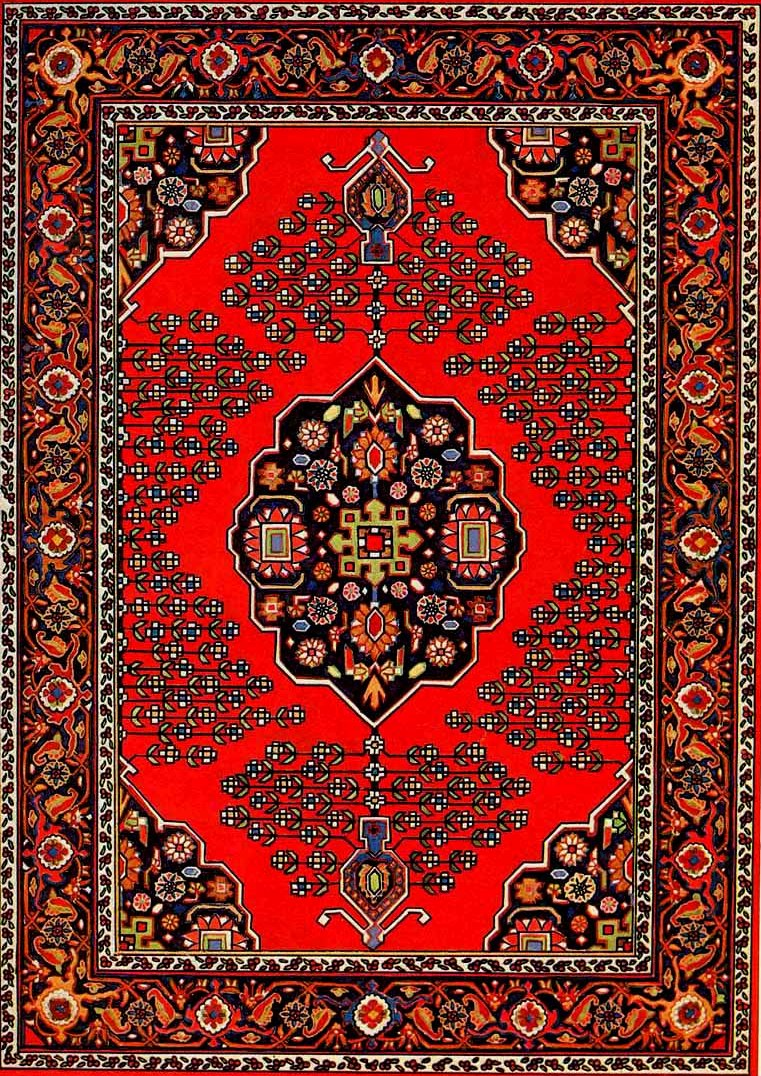
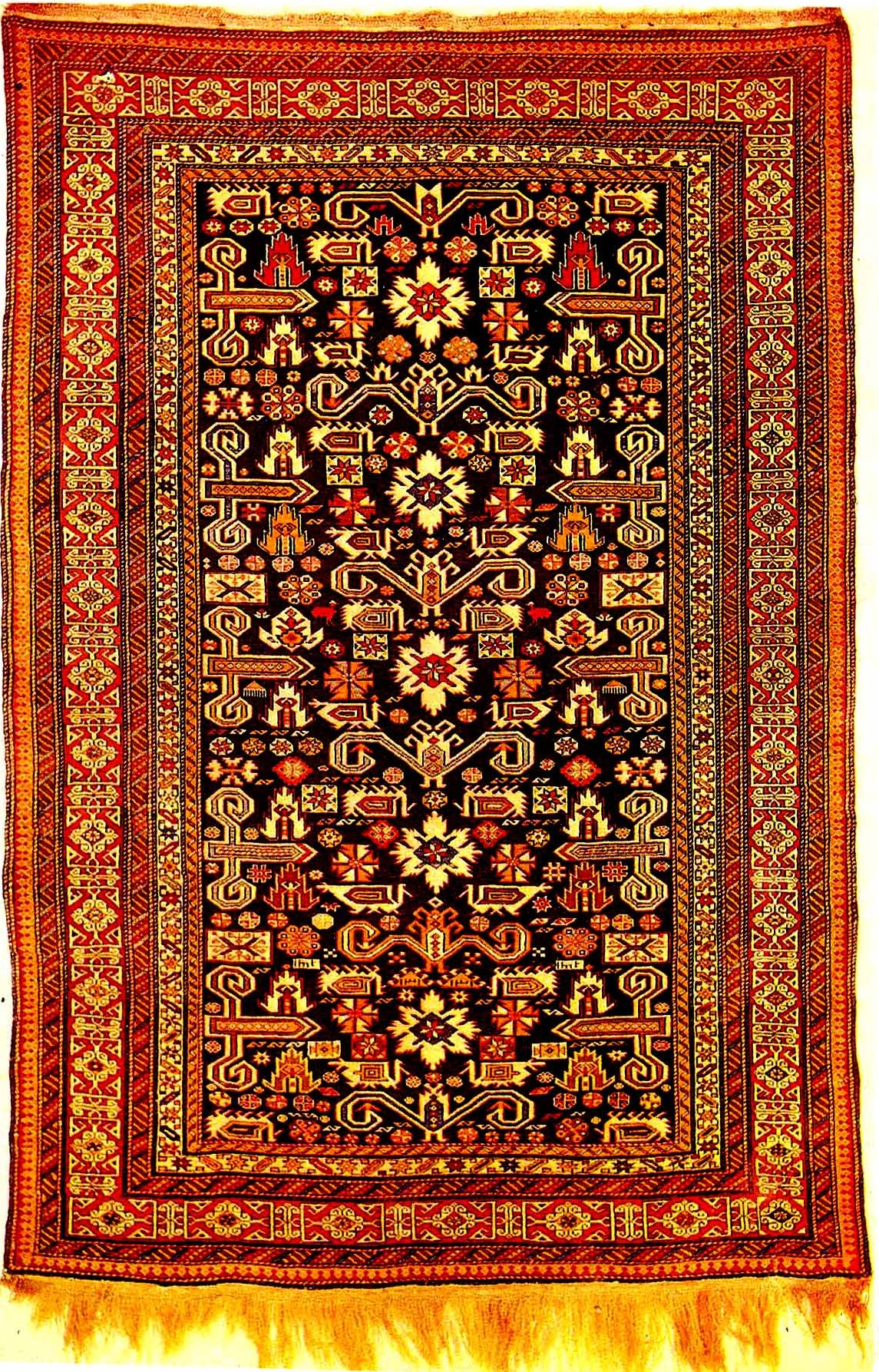
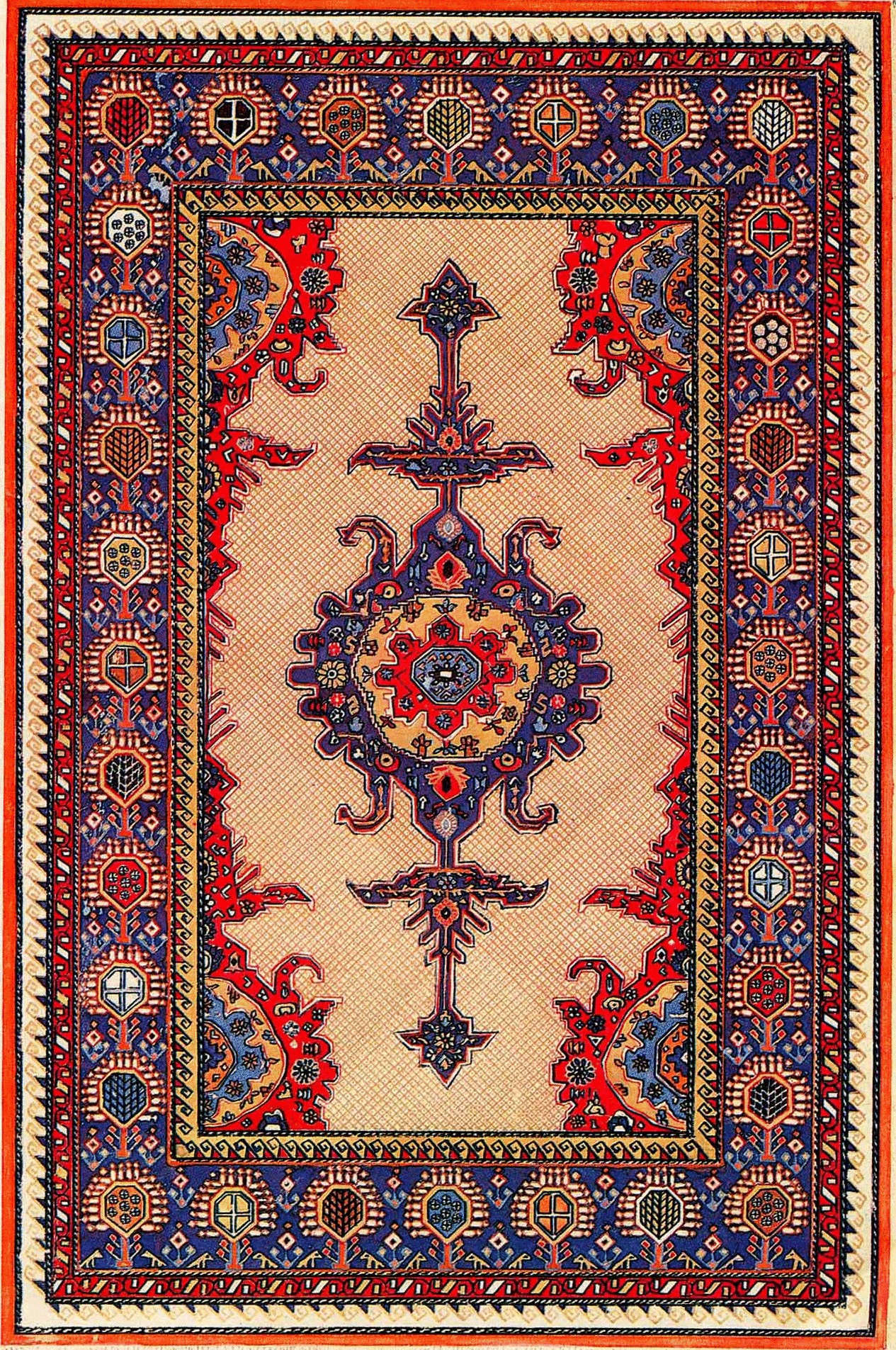
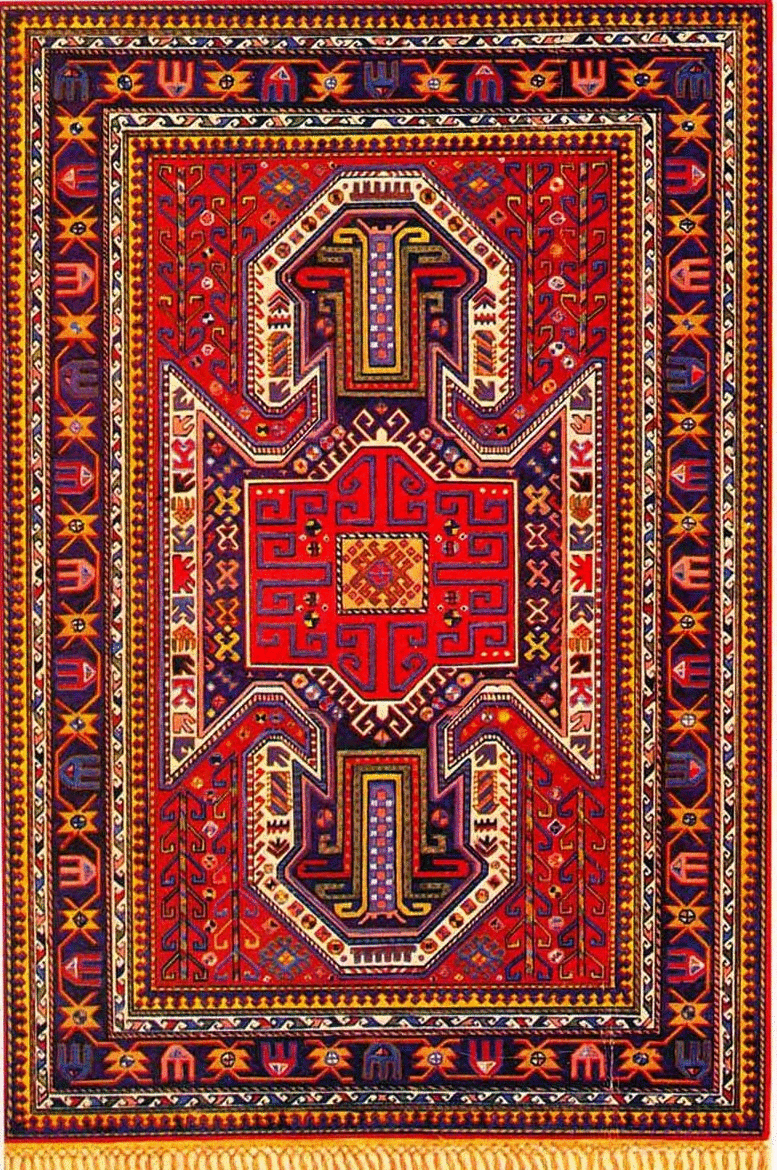
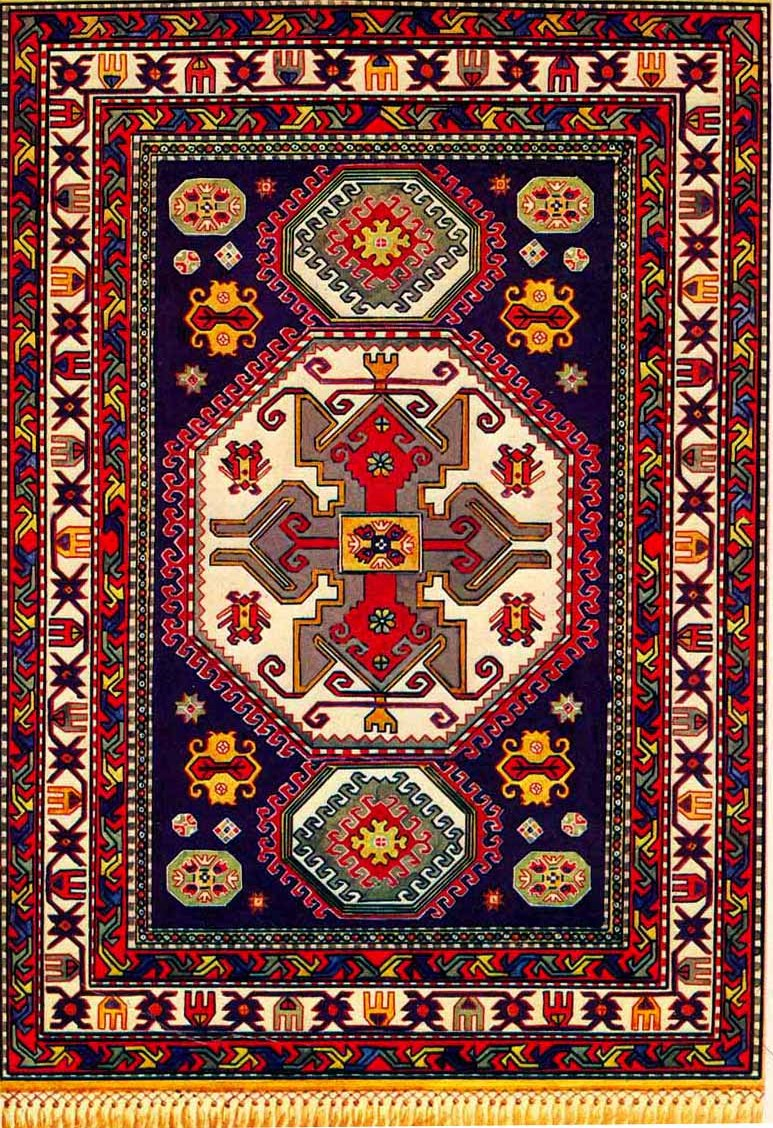
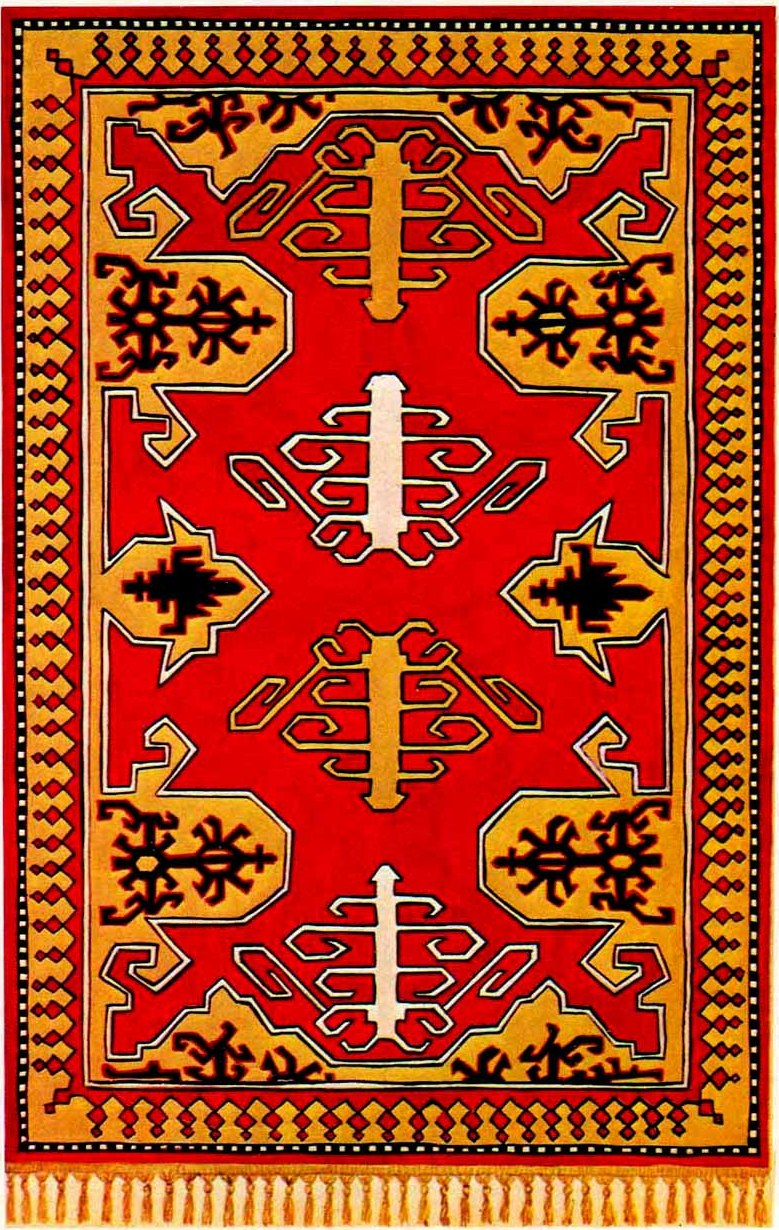
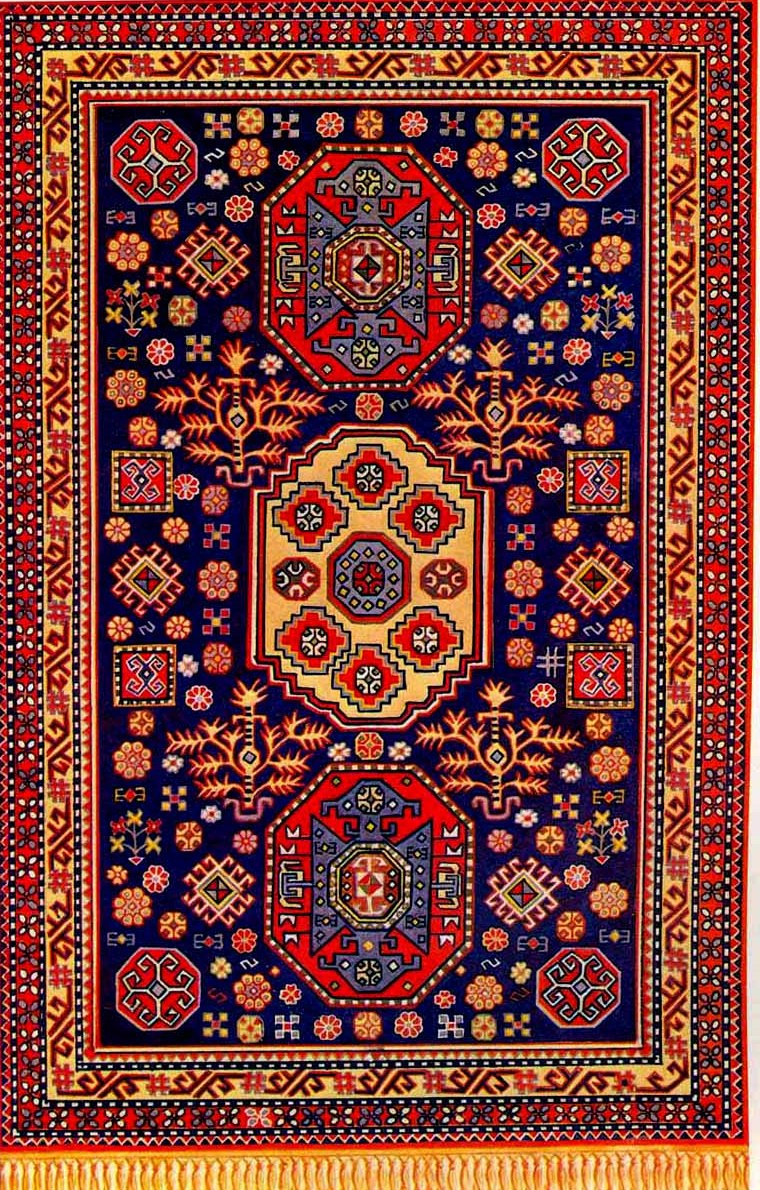
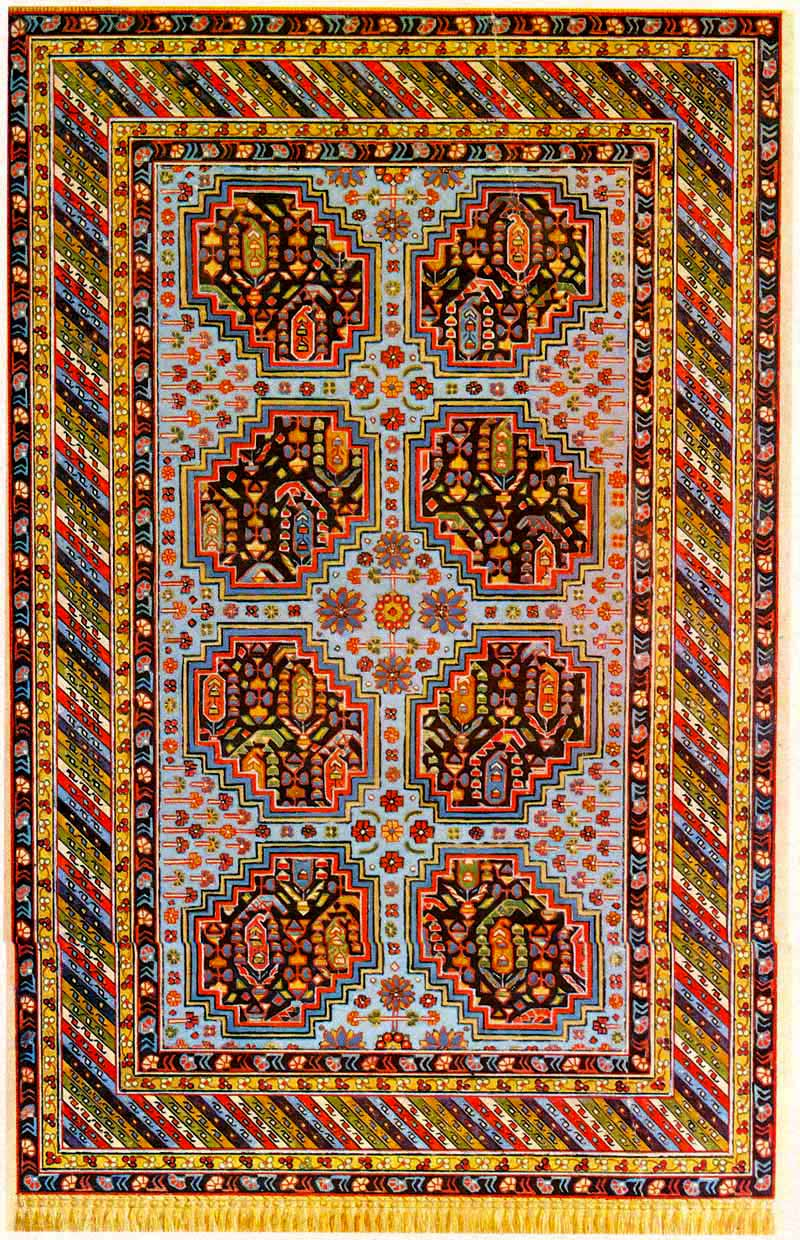
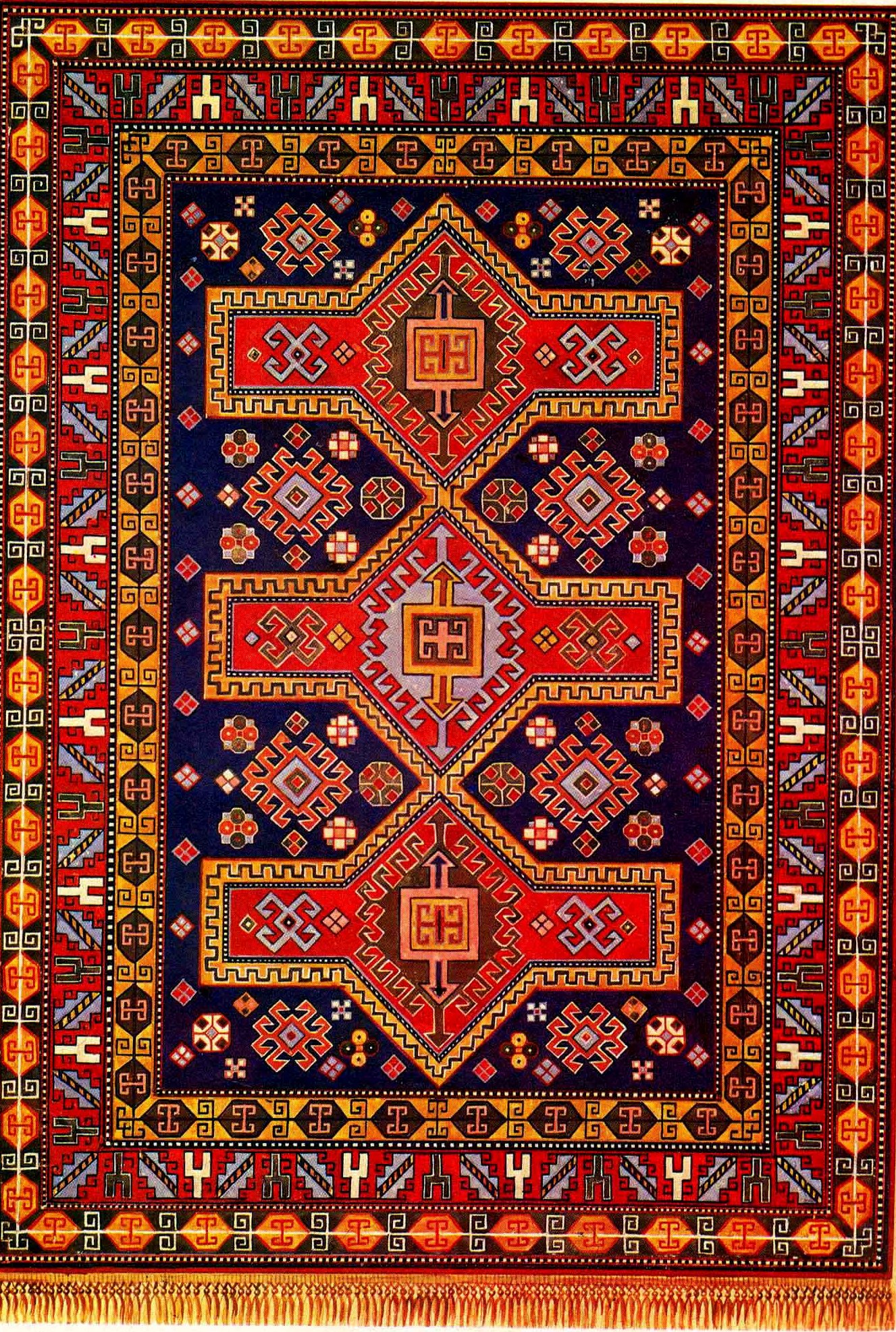
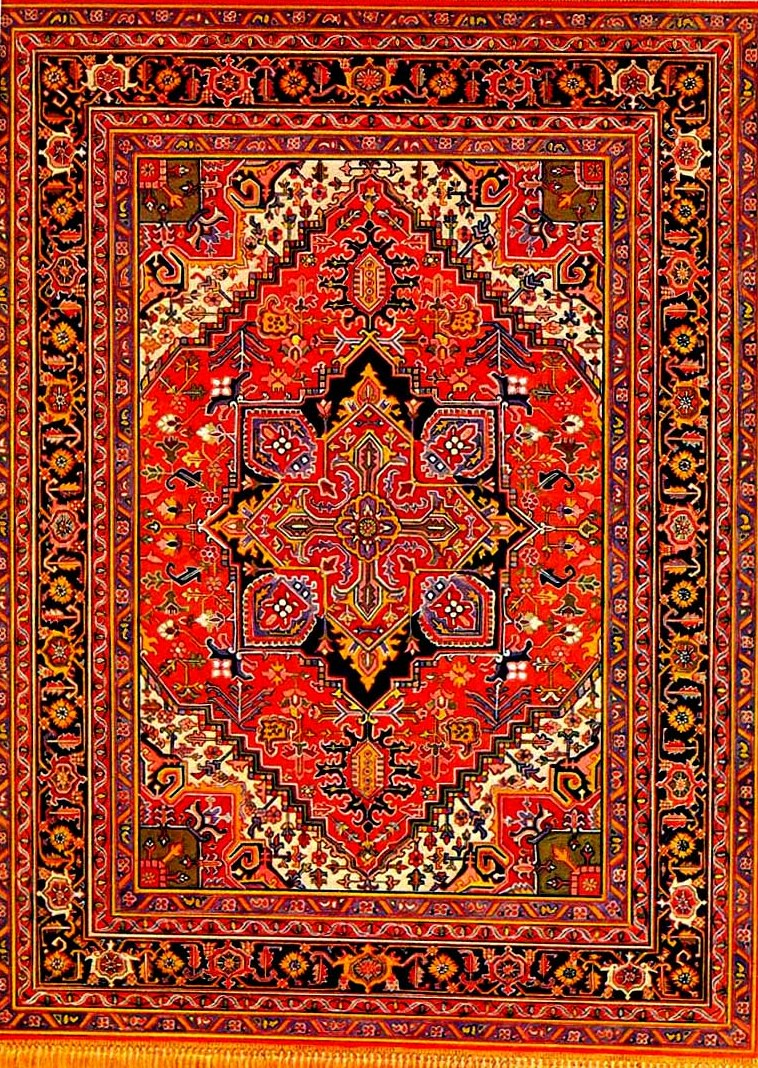
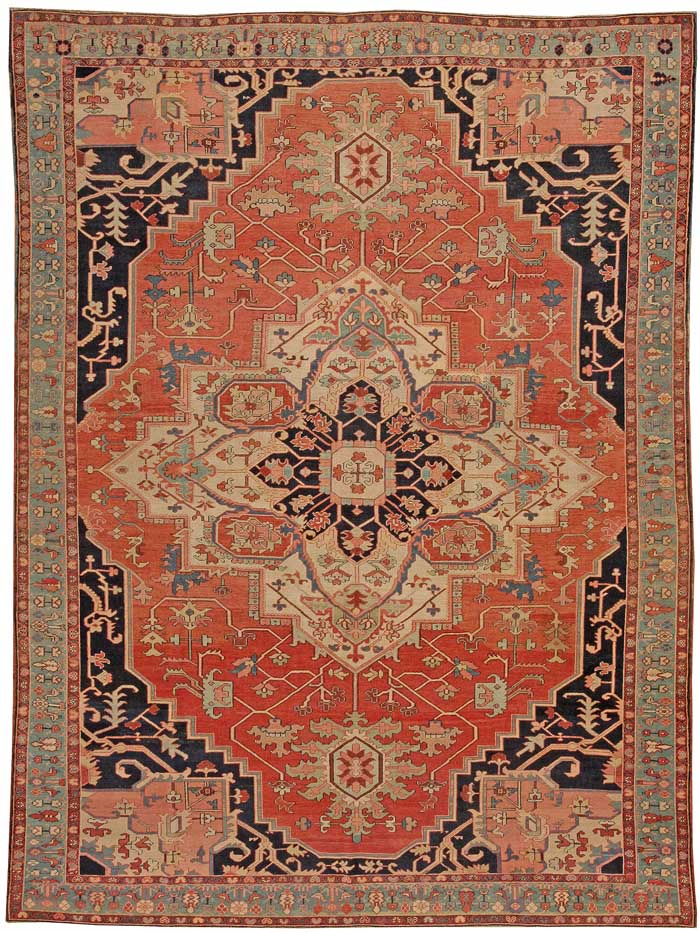
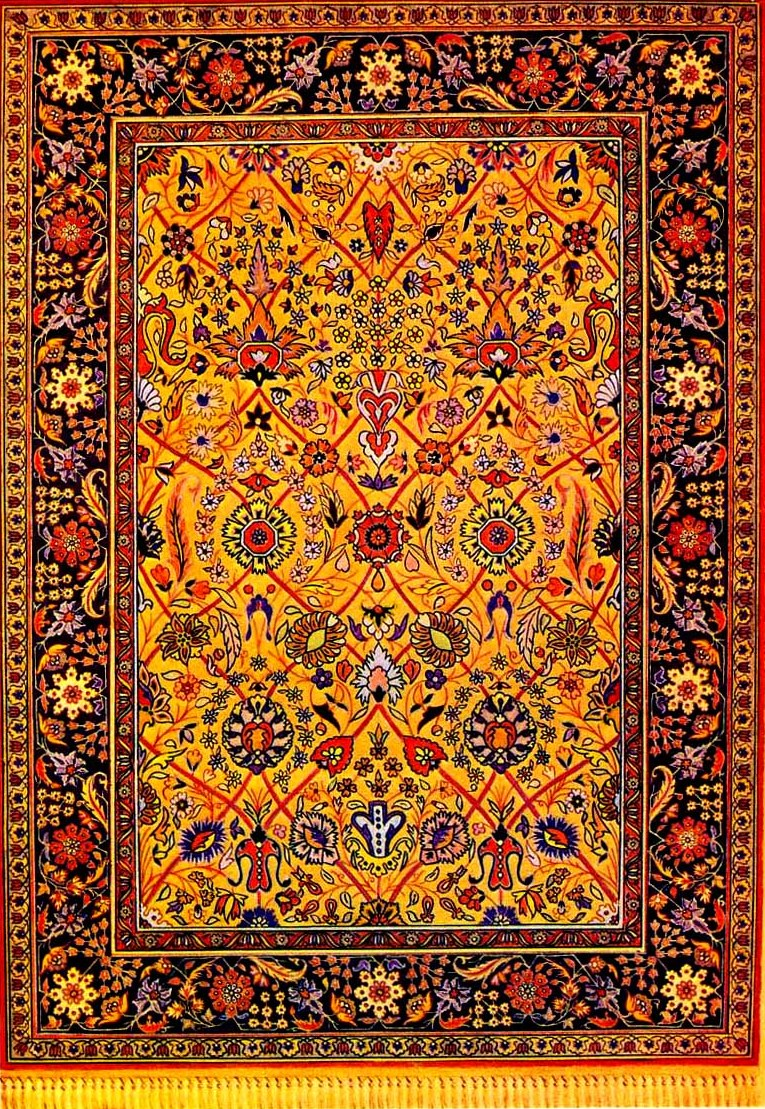